# Francesco De Vito
Francesco De Vito (* 10. August 1970 in Tarent, Italien) ist ein italienischer Schauspieler. 

## Leben
De Vito spielte erstmals 2003 in einem Kinofilm mit, der unter dem Titel I Am David erschien. Im darauffolgenden Jahr erhielt er eine wichtige Rolle für den Film Die Passion Christi, die von den letzten Stunden Jesu handelt. De Vito verkörperte den späteren Apostel Petrus. In den darauffolgenden Jahren war er hauptsächlich in italienischen Produktionen zu sehen, wie etwa für eine Folge in der Fernsehserie Don Matteo oder dem Kinofilm Der Tiger und der Schnee. Ausnahmen bildeten die Filme Mission: Impossible III aus dem Jahre 2006, Nine von 2009 und im folgenden Jahr When in Rome – Fünf Männer sind einer zu viel. 

## Filmografie
- 2003: I Am David
- 2004: Die Passion Christi (The Passion of the Christ)
- 2005: Don Matteo (Fernsehserie)
- 2005: Cuore sacro
- 2005: Der Tiger und der Schnee (La tigre e la neve)
- 2006: Mission: Impossible III
- 2007: The Moon and the Stars
- 2007: Senza amore
- 2009: Ce n'è per tutti
- 2009: Nine
- 2010: When in Rome – Fünf Männer sind vier zu viel (When in Rome)
- 2012: To Rome with Love
- 2015: Codename U.N.C.L.E. (The Man from U.N.C.L.E.)
- 2019: Die Erben der Nacht (Heirs of the Night, Fernsehserie)